# Zhu Yi
Zhu Yi, chiń. 朱易; pinyin Zhū Yì, urodzona jako Beverly Zhu (ur. 19 września 2002 w Westwood) – amerykańsko-chińska łyżwiarka figurowa, startująca w konkurencji solistek. Uczestniczka igrzysk olimpijskich (2022), uczestniczka mistrzostw czterech kontynentów i medalistka zawodów międzynarodowych.

## Osiągnięcia
| Zawody                                | 18–19          | 19–20          | 20–21          | 21–22          | 22–23          | 23–24          |                |                |                |                |                |                |                |                |                |                |                |
| Międzynarodowe                        | Międzynarodowe | Międzynarodowe | Międzynarodowe | Międzynarodowe | Międzynarodowe | Międzynarodowe | Międzynarodowe | Międzynarodowe | Międzynarodowe | Międzynarodowe | Międzynarodowe | Międzynarodowe | Międzynarodowe | Międzynarodowe | Międzynarodowe | Międzynarodowe | Międzynarodowe |
| ------------------------------------- | -------------- | -------------- | -------------- | -------------- | -------------- | -------------- | -------------- | -------------- | -------------- | -------------- | -------------- | -------------- | -------------- | -------------- | -------------- | -------------- | -------------- |
| Zimowe igrzyska olimpijskie           |                |                |                | 27             |                |                |                |                |                |                |                |                |                |                |                |                |                |
| Mistrzostwa czterech kontynentów      |                | 13             |                |                |                | 16             |                |                |                |                |                |                |                |                |                |                |                |
| GP Cup of China                       |                | 11             |                | C              |                | 10             |                |                |                |                |                |                |                |                |                |                |                |
| GP Gran Premio d'Italia               |                |                |                | 9              |                |                |                |                |                |                |                |                |                |                |                |                |                |
| CS Asian Open Trophy                  |                |                |                | 7              |                |                |                |                |                |                |                |                |                |                |                |                |                |
| CS Golden Spin of Zagreb              |                | 14             |                |                |                |                |                |                |                |                |                |                |                |                |                |                |                |
| Mentor Toruń Cup                      |                | 8              |                |                |                |                |                |                |                |                |                |                |                |                |                |                |                |
| Międzynarodowe: Kategorie młodzieżowe |                |                |                |                |                |                |                |                |                |                |                |                |                |                |                |                |                |
| Mistrzostwa świata juniorów           |                | 22             |                |                |                |                |                |                |                |                |                |                |                |                |                |                |                |
| Sofia Trophy                          | 3 J            |                |                |                |                |                |                |                |                |                |                |                |                |                |                |                |                |
| Krajowe                               |                |                |                |                |                |                |                |                |                |                |                |                |                |                |                |                |                |
| Mistrzostwa Chin                      | 4              |                |                |                |                |                |                |                |                |                |                |                |                |                |                |                |                |
| Międzynarodowe: Zawody drużynowe      |                |                |                |                |                |                |                |                |                |                |                |                |                |                |                |                |                |
| Zimowe igrzyska olimpijskie           |                |                |                | 5 T            |                |                |                |                |                |                |                |                |                |                |                |                |                |